# Kobe Sanders
Kobe Michael Sanders, né le 30 mai 2002 à Spring Valley en Californie, est un joueur américain de basket-ball évoluant aux postes d'arrière et ailier. Il mesure 2,01 m.

## Biographie

### NBA
Kobe Sanders est sélectionné en cinquantième position par les Knicks de New York lors de la draft 2025 de la NBA.
Il signe un contrat two-way avec les Clippers de Los Angeles en juillet 2025.

## Palmarès et distinctions individuelles

### Universitaire
- Third-team All-Mountain West (2025)